# 日野本町
日野本町（ひのほんまち）は、東京都日野市の町名。現行行政地名は日野本町一丁目から日野本町七丁目。

## 地理
日野市の北部に位置する。
東から時計回りで、日野市日野、日野市神明、日野市大坂上、日野市新町、日野市栄町、多摩川を挟んで立川市柴崎町、に隣接する。

### 河川
- 多摩川 ｰｰｰ 街区北側に存在。

### 面積
面積は以下の通りである。
| 丁目           | 面積（km2） |
| -------------- | ----------- |
| 日野本町一丁目 | 0.07        |
| 日野本町二丁目 | 0.14        |
| 日野本町三丁目 | 0.10        |
| 日野本町四丁目 | 0.15        |
| 日野本町五丁目 | 0.28        |
| 日野本町六丁目 | 0.29        |
| 日野本町七丁目 | 0.13        |
| 計             | 1.16        |

### 地価
住宅地の地価は、2025年（令和7年）1月1日の公示地価によれば、日野本町2丁目6番14の地点で29万1000円/m2、日野本町5丁目24番13の地点で25万5000円/m2となっている。

## 世帯数と人口
2025年（令和7年）8月1日現在（日野市発表）の世帯数と人口は以下の通りである。
| 丁目           | 世帯数    | 人口    |
| -------------- | --------- | ------- |
| 日野本町一丁目 | 315世帯   | 540人   |
| 日野本町二丁目 | 685世帯   | 1,111人 |
| 日野本町三丁目 | 646世帯   | 1,087人 |
| 日野本町四丁目 | 851世帯   | 1,708人 |
| 日野本町五丁目 | 674世帯   | 1,428人 |
| 日野本町六丁目 | 391世帯   | 891人   |
| 日野本町七丁目 | 323世帯   | 540人   |
| 計             | 3,885世帯 | 7,305人 |

### 人口の変遷
国勢調査による人口の推移。
| 年                 | 人口  |
| ------------------ | ----- |
| 1995年（平成7年）  | 6,324 |
| 2000年（平成12年） | 6,185 |
| 2005年（平成17年） | 6,404 |
| 2010年（平成22年） | 6,605 |
| 2015年（平成27年） | 6,874 |
| 2020年（令和2年）  | 7,320 |

### 世帯数の変遷
国勢調査による世帯数の推移。
| 年                 | 世帯数 |
| ------------------ | ------ |
| 1995年（平成7年）  | 2,758  |
| 2000年（平成12年） | 2,843  |
| 2005年（平成17年） | 3,110  |
| 2010年（平成22年） | 3,239  |
| 2015年（平成27年） | 3,420  |
| 2020年（令和2年）  | 3,740  |

## 学区
市立小・中学校に通う場合、学区は以下の通りとなる（2023年10月時点）。
| 丁目           | 番・番地等 | 小学校                 | 中学校                 |
| -------------- | ---------- | ---------------------- | ---------------------- |
| 日野本町一丁目 | 全域       | 日野市立日野第一小学校 | 日野市立日野第一中学校 |
| 日野本町二丁目 | 全域       | 日野市立日野第一小学校 | 日野市立日野第一中学校 |
| 日野本町三丁目 | 全域       | 日野市立日野第一小学校 | 日野市立日野第一中学校 |
| 日野本町四丁目 | 全域       | 日野市立仲田小学校     | 日野市立日野第一中学校 |
| 日野本町五丁目 | 全域       | 日野市立仲田小学校     | 日野市立日野第一中学校 |
| 日野本町六丁目 | 全域       | 日野市立仲田小学校     | 日野市立日野第一中学校 |
| 日野本町七丁目 | 全域       | 日野市立仲田小学校     | 日野市立日野第一中学校 |

## 交通

### 鉄道
| 街区内に存在する駅                  |
| ----------------------------------- |
| JR中央線 JR中央本線 - 日野駅(JC 20) |

※施設自体は大坂上に存在。街区境界が施設入口となる。

### 道路
- 甲州街道
- 中央自動車道
- 東京都道169号淵上日野線

## 事業所
2021年（令和3年）現在の経済センサス調査による事業所数と従業員数は以下の通りである。
| 丁目           | 事業所数  | 従業員数 |
| -------------- | --------- | -------- |
| 日野本町一丁目 | 20事業所  | 198人    |
| 日野本町二丁目 | 68事業所  | 460人    |
| 日野本町三丁目 | 114事業所 | 884人    |
| 日野本町四丁目 | 67事業所  | 374人    |
| 日野本町五丁目 | 14事業所  | 41人     |
| 日野本町六丁目 | 19事業所  | 301人    |
| 日野本町七丁目 | 17事業所  | 102人    |
| 計             | 319事業所 | 2,360人  |

### 事業者数の変遷
経済センサスによる事業所数の推移。
| 年                 | 事業者数 |
| ------------------ | -------- |
| 2016年（平成28年） | 340      |
| 2021年（令和3年）  | 319      |

### 従業員数の変遷
経済センサスによる従業員数の推移。
| 年                 | 従業員数 |
| ------------------ | -------- |
| 2016年（平成28年） | 2,411    |
| 2021年（令和3年）  | 2,360    |

## 施設
- 日野市立日野第一小学校
- 日野市立仲田小学校
- 日野市立日野第一中学校
- 日野市立日野図書館
- 日野駅前郵便局[15]
- 八坂神社
- 寳泉寺
- 大昌寺

## その他

### 日本郵便
- 郵便番号 : 191-0011[3]（集配局 : 日野郵便局[16]）。